# Calloides yunnanensis
Calloides yunnanensis là một loài bọ cánh cứng trong họ Cerambycidae.